# Loxoneura perilampoides
Loxoneura perilampoides är en tvåvingeart som beskrevs av Walker 1858. Loxoneura perilampoides ingår i släktet Loxoneura och familjen bredmunsflugor. Inga underarter finns listade i Catalogue of Life.